# Derrick Mgwebi
Lieutenant-général Derrick Mgwebi (né en 1956), est un commandant militaire sud-africain, occupant le poste de directeur de la division des opérations conjointes

## Biographie

### Carrière
Il a servi comme commandant de l’opération des Nations Unies au Burundi en 2004. Il a également servi comme officier général commandant. Commandement de Mpumalanga, après quoi il a été nommé officier général commandant la formation d'infanterie de l'armée sud-africaine. Avant de prendre la direction des opérations conjointes, il était chef des ressources humaines de la SANDF.
Il a été commandant de la force de la mission des Nations Unies MONUSCO en RDC de décembre 2015 à janvier 2018.

### Nommé roi Xhosa
Le général Mgwebi est au centre d'une controverse concernant la succession royale du roi Xhosa. Il a été nommé à ce poste pour trois mois, le temps que des négociations internes aient lieu pour prendre une décision finale.

## Distinctions
1997 :  Commandeur de l'ordre national du Mérite du Togo